# Aranyalbum
Aranyalbum är ett musikalbum som släpptes år 1996 av den ungerska musikgruppen Bikini.

## Låtlista
1. Indokolatlan jókedv
2. Őszinte szerelem
3. Mielőtt elmegyek
4. Ezt nem tudom másképp mondani
5. Lóhere
6. Fagyi
7. Megüssem vagy ne üssem
8. Nehéz a dolga 3'18"
9. Ha volna még időm
10. Ne legyek áruló
11. Adj helyet
12. Legyek jó
13. A férfi megy, a nő marad
14. Ne ébressz fel
15. Temesvári vasárnap
16. Olcsó vigasz
17. Közeli helyeken
18. Ki visz haza
19. Veri az élet